# Diana López
Diana López (Houston, 7 de gener de 1984) és una esportista estatunidenca que competeix en taekwondo.
Va participar en dos Jocs Olímpics d'Estiu en els anys 2008 i 2012, obtenint una medalla de bronze en l'edició de Pequín 2008 en la categoria de –57 kg. Ha guanyat dues medalles al Campionat Mundial de Taekwondo en els anys 2005 i 2007.

## Palmarès internacional
| Jocs Olímpics     | Jocs Olímpics             | Jocs Olímpics | Jocs Olímpics |
| Any               | Lloc                      | Medalla       | Categoria     |
| ----------------- | ------------------------- | ------------- | ------------- |
| 2008              | Pequín ( R.P. de la Xina) | 3             | –57 kg        |
| Campionat Mundial |                           |               |               |
| Any               | Lloc                      | Medalla       | Categoria     |
| 2005              | Madrid ( Espanya)         | 1             | –59 kg        |
| 2007              | Pequín ( R.P. de la Xina) | 3             | –59 kg        |